# Ayega
Ayega es una entidad local menor formada por cuatro localidades y un despoblado, situadas en la provincia de Burgos, comunidad autónoma de Castilla y León (España), comarca de Las Merindades, partido judicial de Villarcayo, ayuntamiento de Valle de Mena. Es una localidad limítrofe con Álava y Vizcaya.

## Geografía
En la vertiente cantábrica de la provincia, bañada por el río Ayega, afluente del Cadagua por su margen derecha, en la depresión entre la sierra de Ordunte al norte y los montes de La Peña al sur, donde se encuentra el Lugar de Importancia Comunitaria conocido como los Bosques del Valle de Mena; a 52 km de Villarcayo, cabeza de partido, y a 124 de Burgos. En el límite con las provincias vascas de Álava y Vizcaya. 
Comunicaciones: Carretera CL-620. Se encuentra a medio camino entre las localidades de Valmaseda (Vizcaya) y Arceniega (Álava)

## Historia
La primera cita a un monasterio de San Pelayo de Ayega se encuentra en el documento fundacional de Santa María de Bujedo de Candepajares, de 8 de agosto de 1168, en el que Sancha de Frías le dona al monasterio una serie de bienes, entre ellos "Sanctum Pelagium de Aega, monasterium cum montibus et fontibus, cum ingressibus et regressibus" [San Pelayo de Ayega, monasterio con sus montes y manantiales, ingresos y gastos.]. Era uno de los tantos monasterios que salpicaban la diócesis de Valpuesta. 
El concejo de Ayega aparece encuadrado a mediados del siglo XIV dentro de Las Encartaciones de Vizcaya y la merindad de Castilla la Vieja. Es mencionado en el Becerro de las Behetrías bajo autoridad de los Salazar, y en las  Bienandanzas e Fortunas de Lope García de Salazar, donde este noble encartado cuenta que su familia poseía el monasterio y una casa fuerte donde ahora hay una casona. 
En la Edad Moderna, es un concejo con siete barrios en el Valle de Mena, jurisdicción de realengo, con alcalde ordinario, después perteneciente al partido de Laredo, uno de los catorce partidos que formaban la Intendencia de Burgos durante el periodo comprendido entre 1785 y 1833, tal como se recoge en el Censo de Floridablanca de 1787. A la caída del Antiguo Régimen queda agregado al ayuntamiento constitucional de Valle de Mena, en el partido de Villarcayo perteneciente a la región de Castilla la Vieja.

## Demografía
En el censo de 1950 contaba con 62 habitantes, reducidos a 45 en 2004, y 38 en 2014. La pedanía comprende además las siguientes localidades: 
- Las Arenas, con 8 habitantes.
- Arza, con 11 habitantes.
- La Azuela, con 0 habitantes, despoblado.
- Orrantia, con 18 habitantes.
- San Pelayo, con 5 habitantes.

## Patrimonio

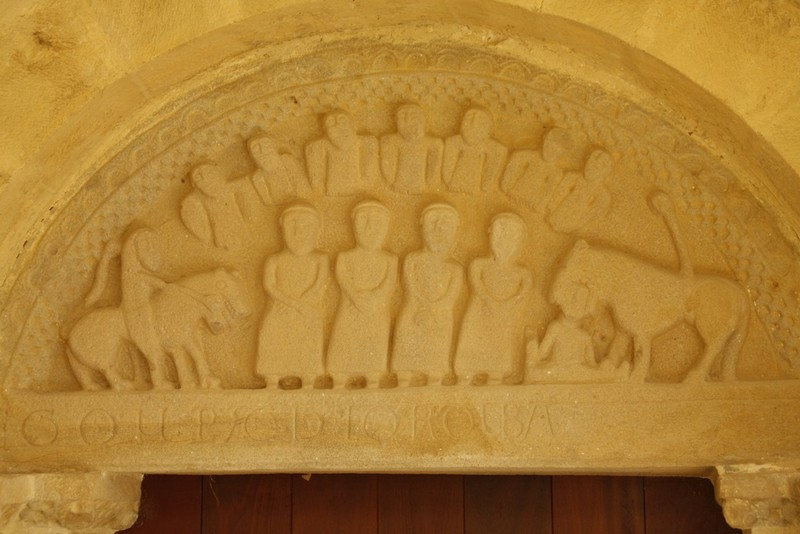
Tímpano.

* Iglesia de San Pelayo - Iglesia con tímpano y cabecera románicos.